# Підвишень
Підвишень (Clitopilus prunulus (Scop. ex Fr.) Kumm.) — вид грибів з родини ентоломові (Entolomataceae).

## Назва
Існують синонімічні найменування гриба: клітопіл сливовий, підвишень сірий, вишняк, садовик, підсливник.

## Будова
Шапка 3-7(12) см у діаметрі, товстом'ясиста, опукло- або увігнуторозпростерта, лійкоподібна, біла, світло-сіра, у центрі темніша, іноді нерівно забарвлена, з буруватими розпливчастими плямами, тонковолокниста, суха. Здається голою, деякі особини наче тонко пухнасті. Пластинки спочатку білуваті, потім рожеві, вузькі, спускаються на ніжку. Спорова маса рожева. Спори 10-14 Х 5-6 мкм, рожеві, веретеноподібно-овальні, з поздовжніми 5-7 гранями. Ніжка 3,6 Х 0,8-2 см, щільна, іноді ексцентрична, білувата, згодом кольору шапки, біля основи білоповстиста. М'якуш білий, приємний на смак, пахне щойнозмеленим борошном.

## Поширення та середовище існування
Зустрічається по всій Україні: у листяних і мішаних лісах, на галявинах, у садах, на трав'янистих місцях.

## Практичне використання
Дуже добрий їстівний гриб. Використовують вареним, смаженим і сушеним. Збирають у червні — жовтні.

### Схожість
Підвишень подібний до отруйного гриба клітоцибе білуватого.